# L'Hôpital (série télévisée)
 (février 2023).
Si vous disposez d'ouvrages ou d'articles de référence ou si vous connaissez des sites web de qualité traitant du thème abordé ici, merci de compléter l'article en donnant les références utiles à sa vérifiabilité et en les liant à la section « Notes et références ».
Pour les articles homonymes, voir L'Hôpital.
L'Hôpital est une série télévisée française en six épisodes de 52 minutes diffusée du 10 au 24 septembre 2007 sur TF1.

## Synopsis
Cette série relate le quotidien des internes d'un hôpital français.
Laura et Solenne, deux jeunes femmes fraîchement sorties de la faculté de médecine, entament leur internat dans le prestigieux service de neurologie du professeur Hébrard. En outre, elles doivent assurer les gardes aux urgences de l'hôpital. Si les horaires démoniaques et l'ambiance éprouvante n'entament ni leur enthousiasme ni leur courage, leurs problèmes personnels tendent à les fragiliser...

## Distribution principale
- Mélisandre Meertens : Laura Berthier
- Léa Bosco : Solenne Maresquier
- Yannick Soulier : Franck Moreno
- Jean-Baptiste Marcenac : Virgile Carel
- Farid Bentoumi : Driss Benazzi
- Bernard Crombey : Docteur Hébrard
- Laura del Sol : Isabel
- Catherine Falgayrac : Evelyne

## Distribution secondaire
- Patrick Hauthier : Anesthésiste
- Vincent Colombe : Radiologue
- Pierre Renverseau : Instrumentiste
- Dounya Hdia : Lydia
- Caroline Mudry-Salignac : L'interne en obstétrique
- Oriane Bonduel : Stéphanie
- Félix Masson : Julien
- Frédéric Lorber
- Farida Ouchani : Iman

## Épisodes
1. Fragiles
2. Protégés
3. Jusqu'au bout
4. État de choc
5. Sur le fil
6. À corps perdu

## Commentaires
- La série a été mal accueillie par la critique et n'a pas rencontré le succès d'audience espéré. Les audiences, estimées misérables par la presse et en effet très en dessous de la part de marché moyenne de TF1, ont conduit la première chaîne à hésiter à tourner la seconde saison.

- La série a reçu le prix du "Gérard de la "série policière française qui veut faire States au départ mais qui fait française à l'arrivée" attribué par l'académie des Gérard le 10 décembre 2007 lors d'une cérémonie qui a eu lieu au théâtre du Splendid.

- À cause de l'échec de la saison 1, il n'y aura donc pas de saison 2

- Le tournage a eu lieu a La Rochelle

### Audiences
- Épisode 1 : 4 704 440 téléspectateurs (19,1 %)
- Épisode 2 : 4 477 720 téléspectateurs (20,7 %)
- Épisode 3 : 4 080 960 téléspectateurs (16,2 %)
- Épisode 4 : 3 797 560 téléspectateurs (16,6 %)[1]

Ce sont des audiences catastrophiques pour TF1.